# A Christmas Carol (boek)
A Christmas Carol (Een Kerstvertelling), volledige titel: A Christmas Carol in Prose, Being a Ghost Story of Christmas, is een novelle van Charles Dickens.
A Christmas Carol verscheen op 19 december 1843 en was reeds uitverkocht op de 22e. De eerste versie was geïllustreerd door John Leech. Het boek was onmiddellijk een succes, met een verkoop van 6000 exemplaren binnen een week.
Het boek kwam uit in een periode dat de oude tradities van Kerstmis steeds minder in ere werden gehouden, en nieuwe zoals het versturen van kerstkaarten hun intrede deden. Mogelijk sloeg A Christmas Carol mede daardoor aan. De thema's van het verhaal, sociaal onrecht en armoede, de relatie daartussen en hun oorzaken en gevolgen, zijn terugkerende thema's in Dickens' werk. De illustrator van de eerste editie, John Leech, was ook een politiek radicale kunstenaar.

## Het verhaal
A Christmas Carol is een victoriaanse allegorie over een oude en verbitterde vrek, Ebenezer Scrooge, die in de nacht voor Kerstmis een aantal dromen heeft en daardoor tot inkeer komt.
Scrooge is een financier en geldwisselaar die zich zijn leven lang heeft gericht op het verkrijgen van meer geld en verder niets. Hij veracht andere zaken dan geld, inclusief vriendschap, liefde en de gedachte van het kerstfeest. Dickens heeft het verhaal ingedeeld in vijf hoofdstukken.
Het verhaal begint op kerstavond, precies zeven jaar na de dood van Jacob Marley, Scrooges zakenpartner met wie hij ooit hun bedrijf, "Scrooge & Marley", begon. Scrooge en zijn boekhouder Bob Cratchit zijn aan het werk op het kantoor, met Cratchit in een slecht verwarmde ruimte als gevolg van de gierigheid van Scrooge. Fred, een neef van Scrooge, komt langs om zijn oom een 'gelukkig kerstfeest' te wensen en hem uit te nodigen voor het kerstdiner op eerste kerstdag. Scrooge stuurt hem enkel geërgerd weg. De heren die daarna binnenkomen om te collecteren voor de armen worden door Scrooge afgepoeierd met de opmerkingen dat de werkhuizen en de armenwet voldoende zijn voor de armen. Als de heren antwoorden dat ze sterven zouden verkiezen boven terechtkomen in een armenhuis, antwoordt Scrooge dat ze dan maar beter zouden kunnen sterven, als zo de overbevolking kan worden verminderd. Aan het eind van de dag stemt Scrooge morrend in met een vrije dag voor Cratchit op eerste kerstdag, op voorwaarde dat Cratchit op tweede kerstdag ter compensatie eerder komt.
Scrooge gaat laat naar huis, een statig pand dat vroeger van Marley was en dat hij heeft geërfd na de dood van Marley. Het huis is donker en koud om kosten te sparen. Als Scrooge de sleutel in het slot steekt, schrikt hij als de klopper op de deur ineens de vorm krijgt van het spookachtige gezicht van Marley. Dit is het begin van een gedenkwaardige nacht. Geluiden in het donker op de trap, geluiden van schuivende grendels en slaande deuren elders in het huis, en een onverklaarbaar gerinkel van de in onbruik geraakte bediendenbel gaan vooraf aan een bezoek van de geest Marley, terwijl Scrooge bij de haard zijn pap zit te eten. Marley is gekomen om Scrooge te waarschuwen dat zijn huidige levensstijl hem hetzelfde lot zal brengen als dat wat Marley heeft getroffen na diens dood: Marley is veroordeeld om over de aarde te zwerven als boetedoening voor het gebrek aan naastenliefde tijdens zijn leven. Als symbool van zijn marteling draagt Marley een zware ketting met daaraan symbolische objecten uit zijn leven, maar dan in massief metaal: kasboeken, geldkisten, sleutels en dergelijke. Marley waarschuwt dat het lot van Scrooge nog erger kan zijn, want zijn ketting was zeven jaar geleden al net zo lang als die van Marley, en hij heeft ze met zijn egocentrische levensstijl alleen maar langer gemaakt. Marley vertelt Scrooge dat hij nog een kans heeft om aan zijn lot te ontkomen, door bezoeken van drie geesten die een voor een zullen komen. Scrooge is geschrokken, maar niet geheel overtuigd dat hij niet hallucineerde. Hij gaat naar bed, denkend dat een goede nachtrust hem goed zal doen.

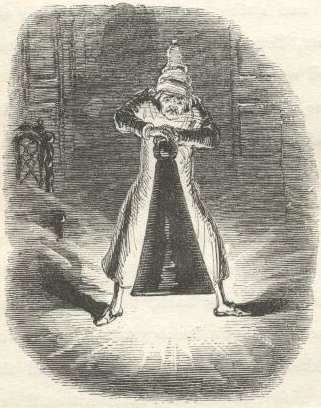
Scrooge dooft de eerste van de drie geesten uit

Om 1 uur 's nachts verschijnt de eerste geest, die zichzelf 'Geest van Voorbije Kerstmis' (Ghost of Christmas Past) noemt. Hij leidt Scrooge langs enkele van de gelukkigste en verdrietigste gebeurtenissen uit Scrooges verleden, die Scrooge hebben gemaakt tot degene die hij nu is.  Het gaat bijvoorbeeld om Scrooges vader (die zelfs met Kerstmis Scrooge eenzaam op de kostschool liet zitten), het verlies van zijn grote liefde door te veel aandacht voor de zaken en de dood van Scrooges zus, de enige persoon die hem liefde en aandacht schonk. Niet langer in staat de pijnlijke herinneringen te verdragen en met een steeds sterker wordend gevoel van spijt, smeekt Scrooge de geest hem naar huis te laten gaan, en ten slotte bedekt hij de geest met diens levensgrote kaarsensnuiter waardoor deze uitdooft en Scrooge teruggetransporteerd wordt. Terug in zijn kamer is het weer 12 uur.

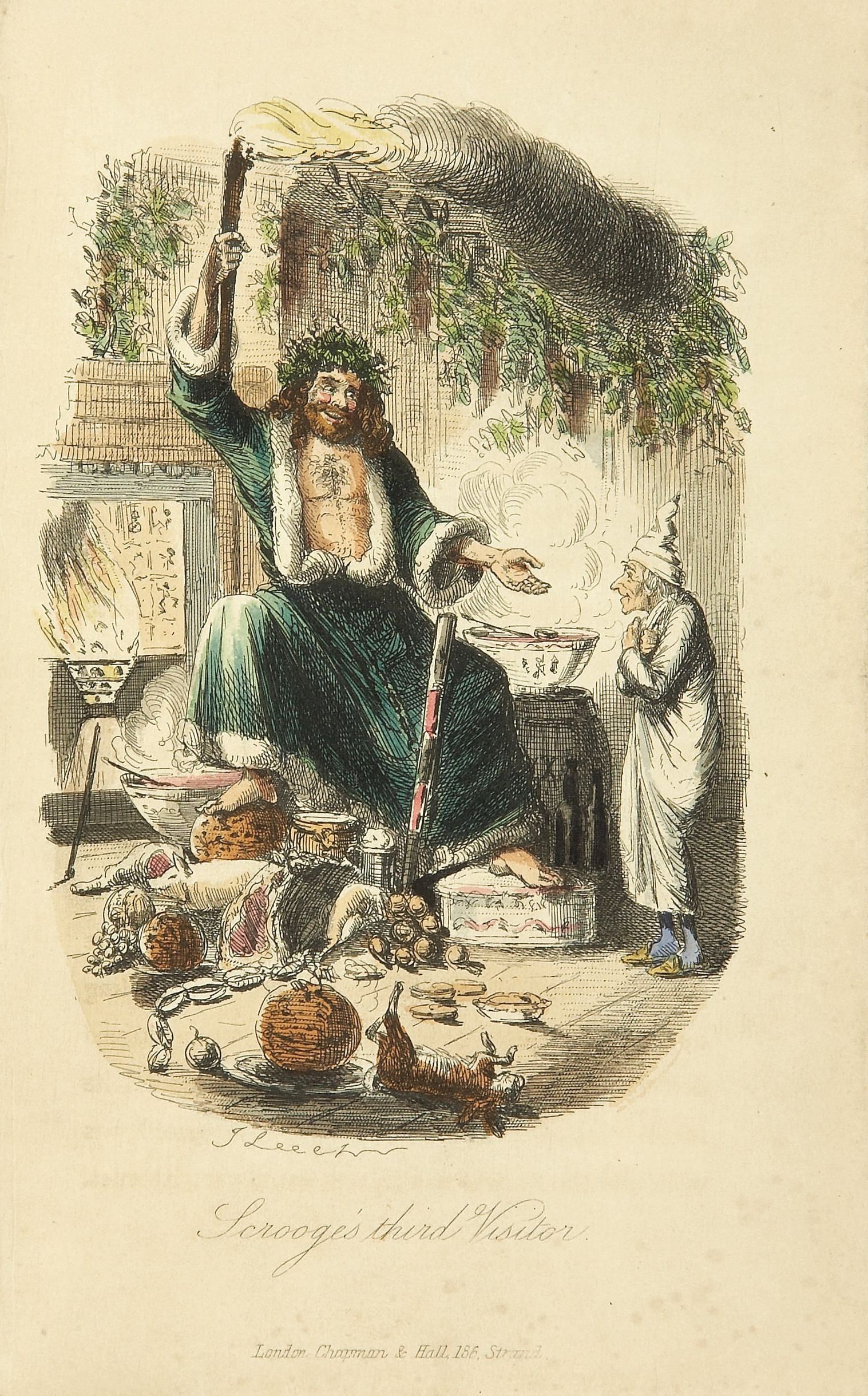
De tweede van de drie geesten

Om 2 uur 's nachts (wederom) verschijnt de tweede geest, die zichzelf 'Geest van Huidig Kerstmis' (Ghost of Christmas Present) noemt. Deze geest toont Scrooge het karige kerstfeest van de familie Cratchit, het goede karakter van de kreupele zoon Tiny Tim, en de mogelijke vroege dood van deze jongen. Dit vooruitzicht zet Scrooge echt aan het denken en hij toont medelijden. De geest herinnert hem aan zijn woorden van eerder die dag over het verminderen van de overbevolking. Ze bezoeken ook neef Fred, waar een vrolijk kerstfeest wordt gevierd met een spel waarbij een persoon geraden moet worden met alleen ja/nee-vragen. Fred heeft uiteraard Ebenezer Scrooge in gedachten en door de vragen wordt diens karakter blootgelegd. Het hoofdstuk eindigt symbolisch met het tonen van twee kinderen, Onwetendheid en Behoefte (Ignorance en Want), die zich onder de mantel van de geest bevinden, en de belangrijkste oorzaken van het lijden in de wereld personifiëren. Als Scrooge vraagt of ze geen plaats hebben om te wonen, citeert de geest hem weer: "Zijn er dan geen armenhuizen? Zijn er dan geen gevangenissen?". Na dit bezoek keert Scrooge weer terug naar zijn kamer en staat de klok wederom op 12 uur.

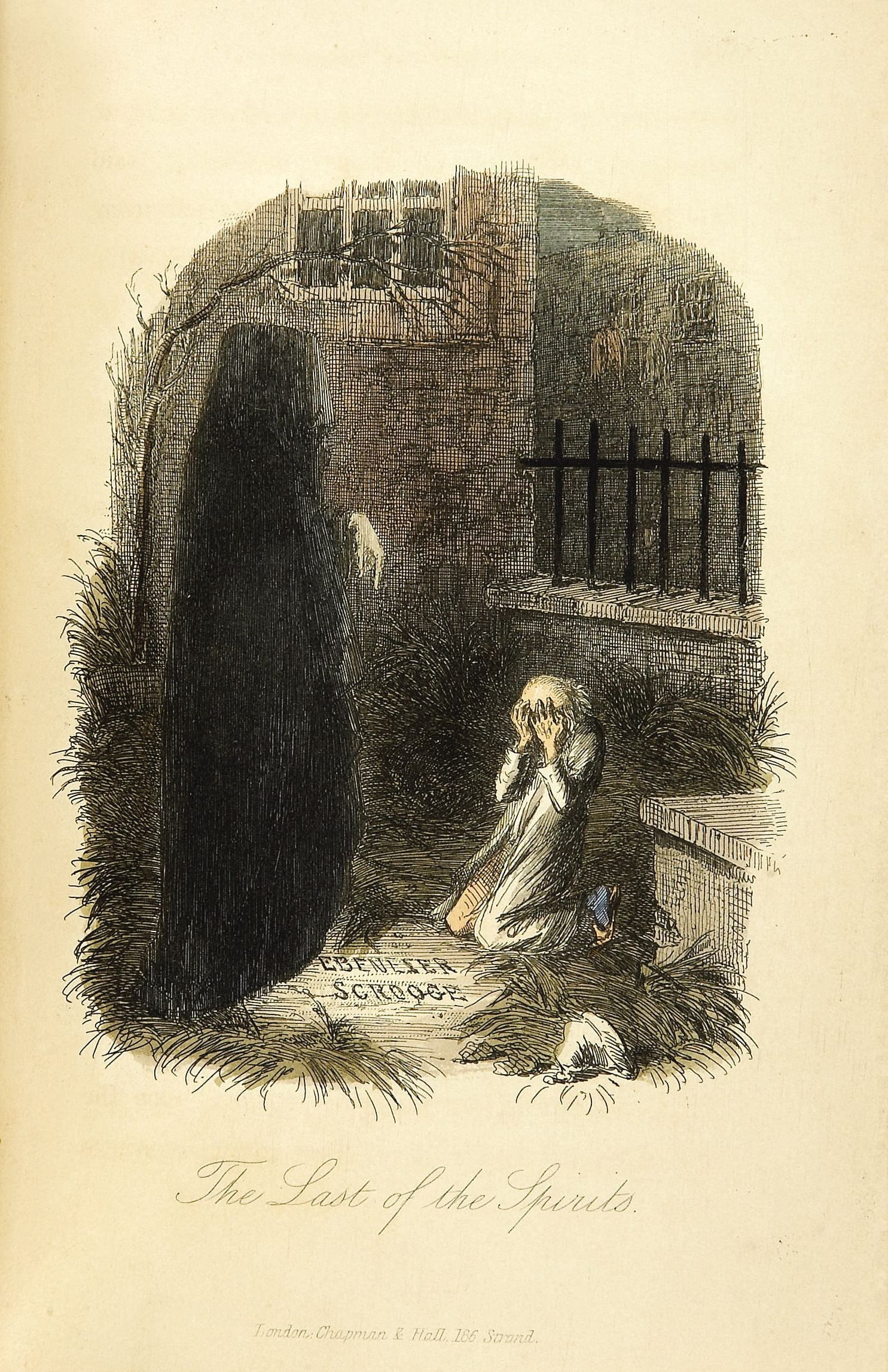
De derde en laatste geest

De derde geest, de 'Geest van Toekomstig Kerstmis', (Ghost of Christmas Yet To Come) komt net na middernacht. Deze geest, die gedurende zijn bezoek niet spreekt en alleen wijst met zijn hand, confronteert Scrooge met zijn eigen dood: een groepje mensen heeft het over de zojuist overleden "oude schraper". Spullen uit diens huis worden verkocht, en daarbij blijkt hoe zeer zijn dood de mensen koud laat. Scrooge heeft aanvankelijk niet door dat het om hemzelf gaat. Ze bezoeken ook weer het huis van de Cratchits, die nu Kerstmis moeten vieren zonder Tiny Tim. Als Scrooge de derde geest smeekt te vertellen wie de "oude schraper" is, toont de geest hem zijn eigen grafsteen.
In het laatste hoofdstuk verandert Scrooge zijn leven en wordt hij weer de royale, zachtaardige man die hij was voor de dood van zijn zuster. Hij geeft op kerstochtend een jongen de opdracht de slager een kalkoen 'twee keer zo groot als Tiny Tim' te laten bezorgen bij de familie Cratchit. Hij verontschuldigt zich bij de collecterende heren en doet een gulle bijdrage. Bovendien neemt hij de uitnodiging van neef Fred aan om bij hem het kerstfeest te vieren, verhoogt hij het loon van Bob Cratchit en wordt hij een tweede vader voor Tiny Tim.

## Publicatie

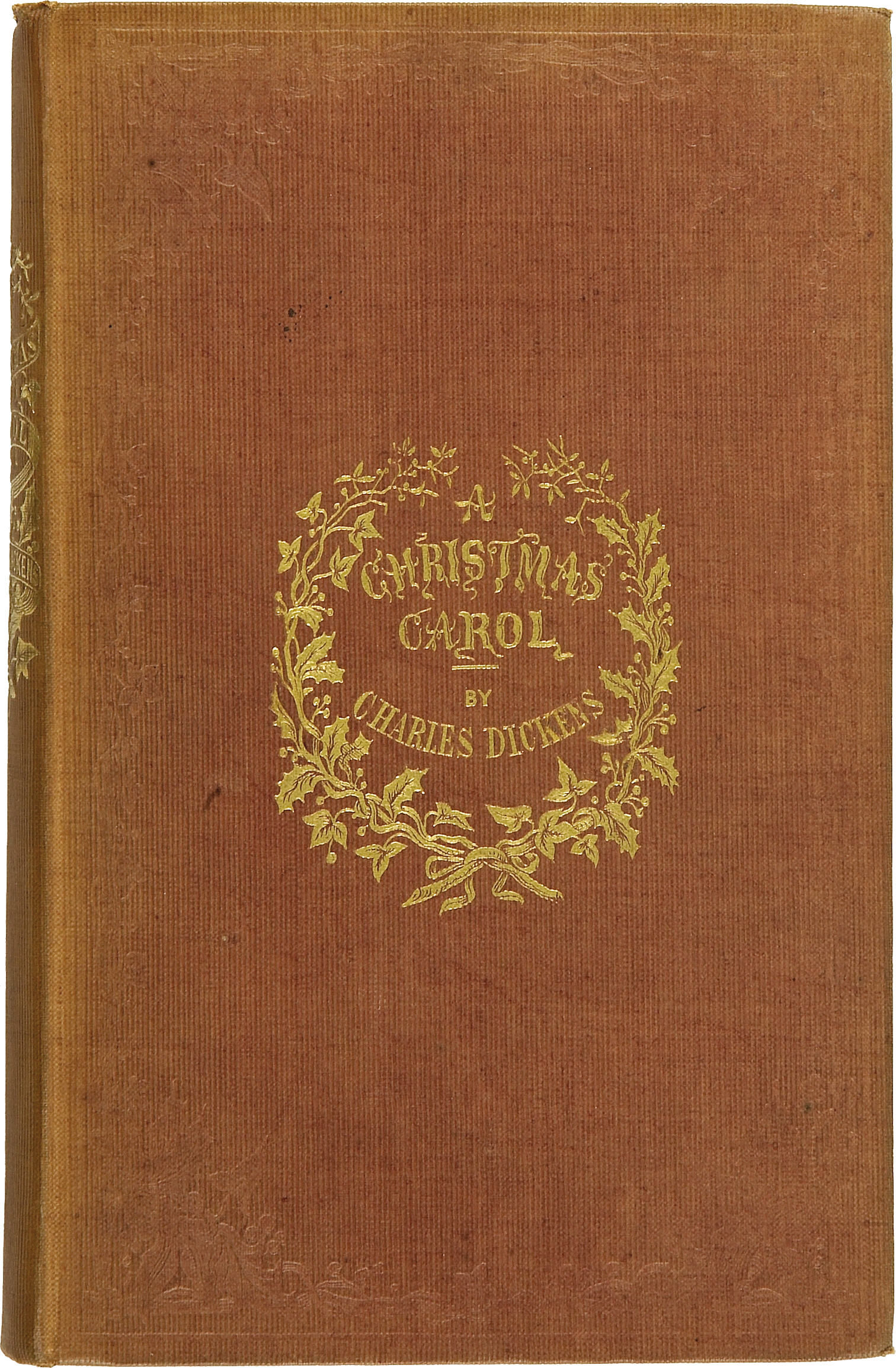
De eerste editie

Dickens was niet de eerste auteur die een verhaal wijdde aan de kerstperiode, maar wel een van de eersten die zijn eigen visie op het kerstfeest gaf in een boek. Dickens gebruikte onder andere zijn eigen ervaringen uit zijn jeugd en Washington Irvings verhalen over een authentiek Brits kerstfeest als inspiratiebron.
Dickens begon in oktober 1843 en voltooide A Christmas Carol in zes weken tijd. Het boek werd uitgebracht door Chapman and Hall. De eerste editie was gebonden in rood leer en voorzien van afbeeldingen door John Leech.

## Receptie

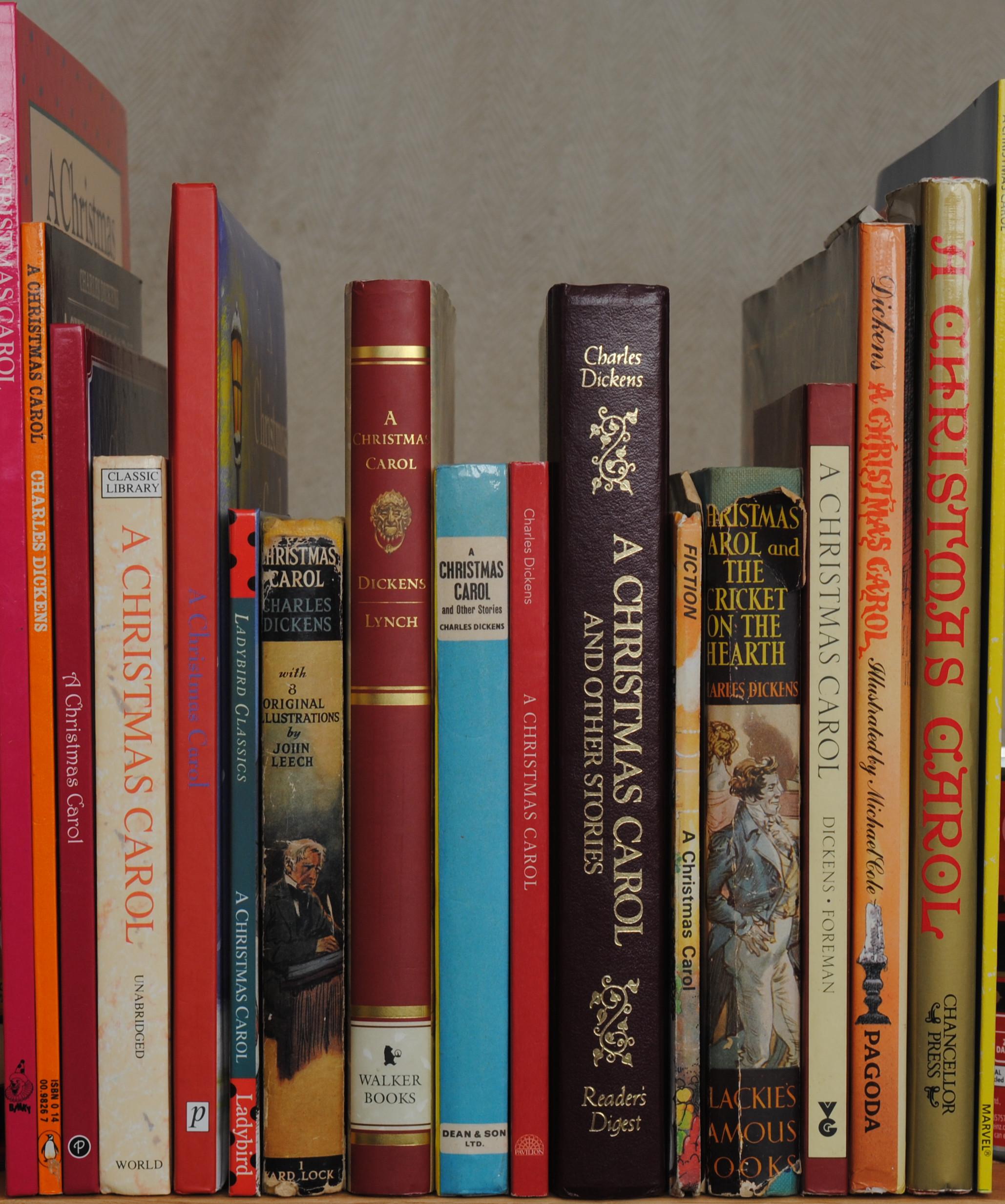
Verschillende edities van A Christmas Carol.

Het boek werd een groot succes en tegen mei 1844 waren er al zeven drukken van uitverkocht. Het literaire tijdschrift Athenaeum noemde het verhaal "A tale to make the reader laugh and cry—to open his hands, and open his heart to charity even toward the uncharitable [...] a dainty dish to set before a King." Ook William Makepeace Thackeray en dichter Thomas Hood prezen het boek. Zelfs Theodore Martin, die tot dusver weinig te spreken was over Dickens’ verhalen, gaf toe dat A Christmas Carol zijn verwachtingen had overtroffen.
Niet iedereen gaf het boek echter een even goede beoordeling. “The New Monthly Magazine” was van mening dat het boek moeilijk te krijgen was voor minderbedeelde mensen en drong er daarom op aan dat er een goedkopere editie zou worden uitgebracht. Ook in Amerika was men minder enthousiast tegenover A Christmas Carol, vooral omdat Dickens hun nationale trots zou hebben gekrenkt met zijn verhalen American Notes en Martin Chuzzlewit. Na de Amerikaanse Burgeroorlog kreeg A Christmas Carol echter ook in Amerika voet aan de grond.
Dickens speelde in op het succes van A Christmas Carol door in 1844, 1845, 1846 en 1848 ook kerstverhalen te publiceren: The Chimes, The Cricket on the Hearth, The Battle of Life en The Haunted Man and the Ghost’s Bargain.

## In film, op televisie en in het theater
A Christmas Carol is talloze keren bewerkt voor theater, film en televisie. De oudste gekende verfilming dateert uit 1901 onder de titels Scrooge en Marley's Ghost. De eerste bewerkingen voor het theater gebeurden echter niet altijd met Dickens' toestemming. In februari 1844 werden bijvoorbeeld al acht rivaliserende theaterproducties gebaseerd op “A Christmas Carol” opgevoerd, waaronder een door Edward Stirling. In Nederland wordt A Christmas Carol jaarlijks rond Kerstmis op TV uitgezonden.
Behalve directe verfilmingen van het klassieke verhaal, bestaan er ook veel gemoderniseerde versies met andere personages uit een andere tijdsperiode. Een greep uit de lijst van adaptaties:
- Scrooge (1901) oudste bekende verfilming waarvan de laatste scènes verloren zijn geraakt
- Scrooge (1935) met Seymour Hicks als Scrooge.
- A Christmas Carol (1938) met Reginald Owen als Scrooge en Gene en Kathleen Lockhart als de Cratchits.
- Scrooge (1951) (1951) (omgedoopt naar A Christmas Carol voor de Amerikaanse release), met Alastair Sim als Scrooge.
- A Christmas Carol (1954), een televisiefilm met Fredric March als Scrooge en Basil Rathbone as Marley.
- Mister Magoo's Christmas Carol (1962), een tekenfilm voor televisie van UPA.
- Scrooge (1970), een verfilmde musical met Albert Finney als Scrooge and Alec Guinness als Marleys geest.
- A Christmas Carol (1970), minstens 31 jaar opgevoerd in het theater Raleigh's Memorial Auditorium.
- A Christmas Carol (1971), een Oscar-winnende gedeeltelijke tekenfilm met Alastair Sim wederom als Scrooge
- A Christmas Carol (1977) geregisseerd door Moira Armstrong met Michael Hordern, John Le Mesurier en Bernard Lee
- The Stingiest Man in Town (1979), een getekende tv-musical geproduceerd door Rankin-Bass met Walter Matthau als de stem van Scrooge en Tom Bosley als verteller.
- An American Christmas Carol (1979), een bewerking waarin het verhaal is verplaatst naar New England in de jaren 1930 en de Scrooge de naam Benedict Slade heeft.
- Bugs Bunny's Christmas Carol (1979), tv-tekenfilm met diverse Looney Tunes-personages.
- De wonderbaarlijke genezing van Ebenezer Scrooge (1979), musical geregisseerd door Willy van Hemert met Henk van Ulsen als Scrooge. Verder met Bram van der Vlugt, Paul van Gorcum, Marjan Berk e.v.a.
- Mickey's Christmas Carol (1983), een korte tekenfilm met diverse Walt Disney-personages, zoals Dagobert Duck (Engelse naam: Scrooge McDuck) in de rol van Ebenezer Scrooge.
- A Christmas Carol (1984), een voor een Primetime Emmy Award genomineerde televisiefilm met George C. Scott als Ebenezer Scrooge.
- The Gospel According to Scrooge (1986), een theatermusical die de religieuze elementen van het verhaal benadrukt en in Amerikaanse kerken nog wordt opgevoerd.
- Scrooged (1988), een bewerking in hedendaagse context, geregisseerd door Richard Donner, met Bill Murray als vervelende tv-producer die door de geesten van Kerstmis wordt achtervolgd.
- Blackadder's Christmas Carol (1988), een parodie waarin de filantroop Ebenezer Blackadder een gierigaard wordt na een bezoek van de geesten van Kerstmis.
- The Muppet Christmas Carol (1992), met diverse Muppet-personages en met Michael Caine als Scrooge.
- The Flintstones Christmas Carol (1994), tekenfilm met Fred Flintstone als 'Ebenezer Scrooge', Barney als 'Bob Crachit' en Mr. Slate als 'Jacob Marley'
- Ebbie (1995), de eerste bewerking met de rol van Scrooge gespeeld door een vrouw met Susan Lucci als Elizabeth "Ebbie" Scrooge, de kille eigenaresse van een warenhuis.
- A Solstice Carol (1996), een vakantieaflevering van Xena: Warrior Princess waarin Scrooge wordt vervangen door een boosaardige koning en de drie geesten zijn vervangen door de drie schikgodinnen uit de Griekse mythologie.
- Ebenezer (1997), een Canadese tv-productie in westernstijl met Jack Palance en Rick Schroder.
- A Christmas Carol (1999), wederom een verfilming van het boek maar uitgevoerd met moderne technieken en met Patrick Stewart als Ebenezer Scrooge
- The Family Man (2000), is geen directe bewerking, doch het verhaal van een rijke, kille zakenman (Nicolas Cage) die de betekenis van Kerstmis leert door een bovennatuurlijke gebeurtenis is geïnspireerd op het verhaal van Dickens.
- A Diva's Christmas Carol (2000),  een televisiebewerking met Vanessa Williams als de popzangeres Ebony Scrooge, Rozonda Thomas (TLC) als Marli Jacob en John Taylor (Duran Duran) als Geest van Huidig Kerstmis.
- Christmas Carol: The Movie (2001), film
- A Carol Christmas (2003), een televisiebewerking met Tori Spelling als "Scroogette" en William Shatner als de Geest van Huidig Kerstmis.
- Caroll's Christmas (2004), met moderne geesten die op kerstavond het huis van de verkeerde man bezoeken.
- A Sesame Street Christmas Carol (2006), een op Sesamstraat karakters gebaseerde dvd-film met Oscar het Moppermonster in de rol van Scrooge.
- A Camden Christmas Carol[7] (2006), een multimediabewerking voor theater gespeeld door het Rutgers-Camden Center for the Arts uit Camden (New Jersey).
- Disney's A Christmas Carol (2009), een verfilming door Robert Zemeckis met Jim Carrey als Ebenezer Scrooge.
- The Smurfs: A Christmas Carol (2011)
- Skroetsj!'(2013): bewerking door Geert Beullens en Johan De Kort, opgevoerd in Vlaanderen door onder andere Victor De Ridder, Fee Beullens en Brik Van Dijck.
- Scrooge de musical (2018): Musical gebaseerd op het verhaal.
- Scrooge Live (2020-): Een jaarlijkse live-uitvoering van het verhaal afgewisseld met muziek, in eerste instantie uitgevoerd in de straten van Dordrecht. De tv-uitzending wordt verzorgd door Omroep Max.[8] De rol van Ebenezer Scrooge is onder ander gespeeld door Richard Kemper, Jeroen van Koningsbrugge en Paul Groot.
- Scrooge: A Christmas Carol (2022): Een Netflix animatiefilm van Stephen Donnelly met Luke Evans als de stem van Ebenezer Scrooge.

## Vervolgen
Dickens sluit het verhaal af met twee korte alinea's waarin hij vertelt dat Tiny Tim overleeft en dat Scrooge bekend wordt door zijn hervonden goedheid. Dit happy end geeft geen verdere details over wat er met de verschillende personages gebeurt.
Diverse auteurs zijn in dit gat gesprongen en hebben een vervolg geschreven, op internet of als roman (en zelfs op televisie). Een tweetal voorbeelden:
- Timothy Cratchit's Christmas Carol, 1917: A Sequel to the Charles Dickens Classic door Dale Powell. In deze versie is 'Tiny Tim' een rijke immigrant in Amerika die zijn eigen geestbezoeken krijgt op kerstavond.
- "Scrooge & Cratchit" (scrooge-and-cratchit.com, 2002) door Matt McHugh. Zeven jaar na het origineel is Bob Cratchit partner van Scrooge en zij staan tegenover bankiers die even meedogenloos zijn als Scrooge in zijn slechtste jaren.

## Beluisteren
Luister naar A Christmas Carol in vijf delen:
- Deel 1
- Deel 2
- Deel 3
- Deel 4
- Deel 5

## Vertalingen
- Een kerstverhaal. Charles Dickens. Vertaling door Ernst van Altena (2017, 1999, 1995). Lalito, 2017. ISBN 9789491982354